# Menhir von Saint-Uzec

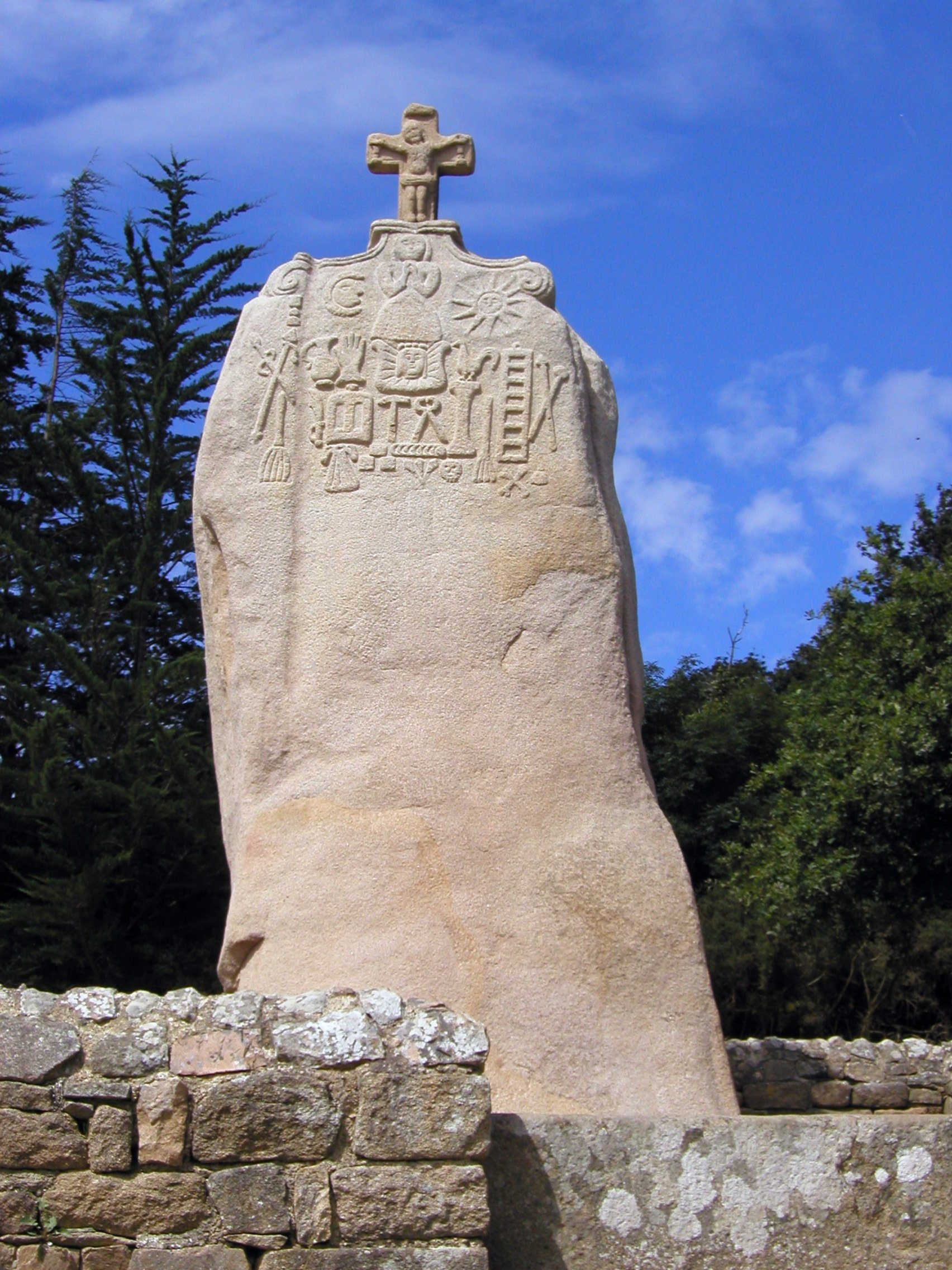
Der christianisierte Menhir von Saint-Uzec mit den Arma Christi

Der Menhir von Saint-Uzec (auch Saint-Duzec oder Saint Uzee) befindet sich etwa 2,5 Kilometer nordöstlich von Trébeurden im Département Côtes-d’Armor in der Bretagne in Frankreich. Er steht etwa 600 m nördlich  der gleichnamigen Kapelle an der alten Straße von Penvern nach Pleumeur-Bodou.
Der Menhir ist etwa acht Meter hoch und drei Meter breit. Damit ist er der größte mit christlichen Symbolen versehene Menhir in Frankreich. Seine Skulpierung durch den Jesuitenpriester und bretonischen Orthografen Julien Maunoir (1606–1683), auch „Apostel der Bretagne“ genannt, erfolgte 1674 als Kampfansage an das angeblich auflebende Heidentum. Der umgestaltete Menhir konnte als Station in Prozessionen einbezogen werden. Er trägt zuoberst ein Kruzifix. In die Südseite sind außer Mond und Sonne Szenen der Anbetung und die Leidenswerkzeuge oder Arma Christi (Hammer, Nägel, Peitsche und andere) eingemeißelt.
Bis weit ins 20. Jahrhundert hinein war der Katholiken-Menhir altarseitig mit farbiger barocker Bemalung versehen, jedoch konnte der glatte Gelbe Granit die durch Umwelteinflüsse und zunehmende pH-Wert-Änderung des Klimas rapide voranschreitende Verwitterung der Bemalung nicht aufhalten, sodass heute nichts mehr darauf hindeutet. Wegen der sehr naiven Darstellung des hängenden Jesus wurde auf die Restauration bzw. Wiederherstellung der Bemalung des Menhir verzichtet.
Der Menhir aus Granit wurde etwa 2500 v. Chr. aufgerichtet. Auf der Nordseite zeigt eine Karrenerosion mit einer Tiefe von 25 cm, dass der Stein eine Zeit lang gelegen hat. Die Rückseite weist vertikale Rinnen auf, die sich nur bilden, während der Stein steht.
Etwa 900 m nördlich steht die Allée couverte von Keryvon. Beide reihen sich ein in ein Netz von kultischen Steinreihen ein, die über die Bretagne verstreut zu finden waren oder sind (z. B. in Carnac).
In der Nähe befindet sich der Menhir von Saint-Samson.